# Terror Blanco (Rusia)
Con el nombre de Terror Blanco se conoce a la violencia de masas y a las atrocidades perpetradas contra la población, durante la Revolución rusa y la Guerra civil rusa, por el Ejército Blanco, algunos ejércitos extranjeros y los oponentes al gobierno soviético. El terror afectó principalmente a los partidarios y simpatizantes de la revolución, a los grupos guerrilleros y a quienes servían en los órganos del gobierno soviético.
El Terror Blanco comenzó desde el momento mismo en que los sóviets asumieron el control del gobierno en noviembre de 1917 y continuó hasta la derrota final de los ejércitos blancos y la intervención extranjera en 1921. Diversos historiadores hacen hincapié en que el Terror Blanco fue premeditado y sistemático, ya que las órdenes venían de los altos funcionarios del Movimiento Blanco, así como por medio de acciones legislativas de los distintos regímenes blancos. El Informe Whitaker de la Naciones Unidas utilizó la masacre de 100.000 a 250.000 judíos en más de 2.000 pogromos durante el Terror Blanco como ejemplo de genocidio.

## Comienzos del terror
Algunos historiadores remontan el comienzo del terror blanco al 28 de octubre de 1917 (del calendario antiguo), cuando en Moscú, un grupo de cadetes contrarrevolucionarios tomaron el control del Kremlin de Moscú capturando al destacamento del 56° Regimiento de Reserva. Los soldados recibieron la orden de alinearse, con el pretexto de marchar delante del monumento de Alejandro II, una vez desarmados los rebeldes se pusieron a disparar a los prisioneros, matando a unas 300 personas. Otros historiadores, en cambio, remontan el terror blanco a la represión del régimen zarista contra los revolucionarios, comenzando en 1866 tras el fallido intento de asesinato del zar Alejandro II.

## Historia
Un personaje fundamental para la llevada a cabo del Terror Blanco fue Lavr Kornílov, quien durante la campaña de invierno en el sur de Rusia, dijo: «Os doy una orden muy cruel: no toméis prisioneros! Acepto la responsabilidad por este orden ante Dios y el pueblo ruso.» Sentenciando que: «cuanto mayor sea el terror, mayor será nuestra victoria.» Juró que los objetivos de sus fuerzas debían cumplirse incluso si para ello era necesario «prender fuego a la mitad del país y derramar la sangre de las tres cuartas partes de todos los rusos.»
Si bien es casi imposible determinar la dimensión que tuvo el Terror Blanco, abundan los testimonios sobre las atrocidades cometidas. Por ejemplo, a comienzos de 1918 bandas de oficiales de Kornílov dejaron 500 muertos en una aldea del Don. Durante el alzamiento armado de Kiev los hombres de Symon Petlyura utilizaron el terror, al mismo tiempo que combatían al Ejército Rojo para subyugar a la población y a las fuerzas prosoviéticas. Después de irrumpir en el Arsenal de la ciudad el 4 de febrero de 1918, más de 300 trabajadores fueron masacrados. En total, alrededor de 1500 trabajadores y guardias rojos fueron asesinados durante dicho levantamiento. El terror afectó principalmente a los partidarios y simpatizantes de la revolución, y a quienes servían en los órganos del gobierno soviético. En los Urales y en el Volga, las partidas de guardias blancos checoslovacos cortaron las manos y las piernas de los prisioneros, los ahogaron en el Volga o los enterraron vivos. En Siberia, los generales mataron a millares de comunistas y a una gran cantidad de obreros y campesinos. En Ucrania los ejércitos anticomunistas dispararon a los obreros y campesinos así como a los comunistas. En Helsinki colocaron delante de ellos a mujeres y niños para protegerse de las ametralladoras. Guardias blancos finlandeses y los ayudantes suecos fusilaron a entre trece y catorce mil proletarios, y torturaron mortalmente a más de quince mil prisioneros.

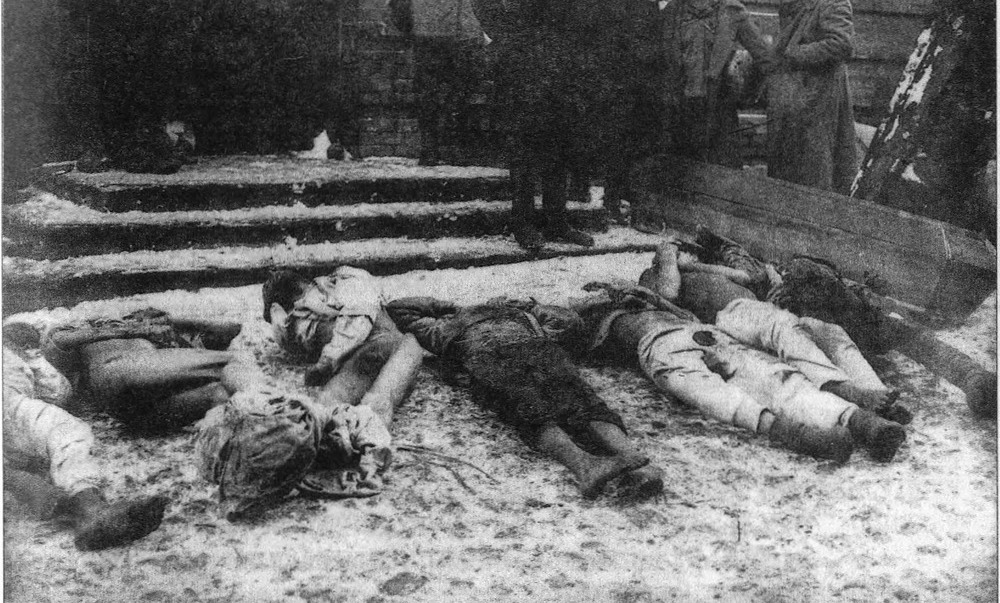
Cuerpos tras una masacre en 1919.

Según el oficial blanco N. Bogdánov, después de ser interrogados los oficiales bolcheviques prisioneros solían ser ejecutados. En la zona de Krukkovsky esta práctica fue particularmente cruel. De acuerdo a su testimonio, en muchos casos a causa del odio a los bolcheviques muchos oficiales blancos se divertían disparándole a los soldados soviéticos capturados. Después del asesinato de Kornílov, en abril de 1918, la dirección del denominado Ejército de Voluntarios pasó a manos de Antón Denikin, quien incremento la violencia hacia la población judía. En 1918, cuando los blancos controlaban el Territorio del Norte con una población de aproximadamente 400 000 personas, más de 38 000 fueron enviados a las cárceles. De ellos, alrededor de 8000 fueron ejecutados, mientras que miles más murieron por tortura y enfermedades
El Terror Blanco contra la población civil y los sóviets continuó hasta la derrota final de los ejércitos blancos y la intervención extranjera en 1921. El Terror Blanco fue premeditado y sistemático, ya que las órdenes venían de los altos funcionarios del Movimiento Blanco, así como por medio de acciones legislativas de los distintos regímenes blancos. Lavr Kornílov, quien durante la campaña de invierno del ejército antirrevolucionario en el sur de Rusia, dijo: «Os doy una orden muy cruel: no toméis prisioneros! Acepto la responsabilidad por este orden ante Dios y el pueblo ruso. Cuanto mayor sea el terror, mayor será nuestra victoria. Juró que los objetivos de sus fuerzas debían cumplirse incluso si para ello era necesario «prender fuego a la mitad del país y derramar la sangre de las tres cuartas partes de todos los rusos.» a comienzos de 1918 bandas de oficiales de Kornílov dejaron 500 muertos en una aldea del Don. Durante el alzamiento armado de Kiev los hombres de Symon Petlyura utilizaron el terror, al mismo tiempo que combatían al Ejército Rojo para subyugar a la población y a las fuerzas prosoviéticas. Después de irrumpir en el Arsenal de la ciudad el 4 de febrero de 1918, más de 300 trabajadores fueron masacrados. En total, alrededor de 1500 trabajadores y guardias rojos fueron asesinados durante dicho levantamiento.
Durante el terror blanco los checos se apoderaron de todas las ciudades del Volga, y los británicos ocupan Arcángel y Murmansk. En 1918 los británicos abrieron el primer campo de concentración en suelo ruso, un lugar que llegó a ser llamado "la isla de la muerte". En unos meses, decenas de miles de soldados de Gran Bretaña, Estados Unidos, Francia, Canadá, Australia y otros países fueron enviados a Rusia en lo que llegó a conocerse como la Intervención Aliada. En total en los territorios serían asesinadas 230 000 personas. En las estepas de los Urales 70 000 campesinos fueron internados en campos como rehenes, con insuficiente comida, ropa y propensos a la cólera y el tifus. La represión no sólo se extendería contra los bolcheviques, socialistas y grupos de izquierda sino que alcanzaría a grupos étnicos minoritarios del Imperio como Kurdos, Kazajos y azeríes que serían asesinadas en masa según su grupo étnico; se calcula que más de 300 000 personas pertenecientes a grupos étnicos minoritarios serían asesinados durante el Terror Blanco
En tanto el almirante Kolchak, declarado héroe por la Marina Británica estableció una dictadura contrarrevolucionaria en la parte oriental del país. Los blancos en el territorio ocupado cometieron el terror más cruel.  Kolchak superó incluso al régimen zarista. Durante su reinado, los blancos torturaron y dispararon contra más de 25 000 personas en la provincia de Ekaterimburgo; alrededor de 200 000 fueron azotados y más de 170 000 perecieron por inanición en acciones contra aldeas y territorios rurales sospechados de albergar bolcheviques.
Desplegados en el sur y lejano oriente de Rusia, y 14 000 tropas bajo comando británico fueron enviadas a Arcángel, cerca del Círculo Ártico. Poco después de que los aliados anclaran en Arcángel, el 2 de agosto de 1918, empezaron a tomar prisioneros. Bolcheviques y sospechosos de serlo fueron transportados a la isla de Mudyug, a 70 kilómetros de distancia. El primer grupo de reclusos se vio obligado a construir su propio campamento de prisión en este desolado lugar azotado por el viento. Solo en este campo de concentración unas 1000 personas fueron encarceladas y unas 300 murieron, ya sea por enfermedad o porque fueron acribilladas o torturadas hasta la muerte.
En la pequeña ciudad de Fastov, el Ejército de Voluntarios de Denikin asesinó a más de 1500 judíos. Se calcula que entre 100 000 y 150 000 judíos en Ucrania y el sur de Rusia fueron asesinados en el "pogrom" perpetrado por las fuerzas de Denikin, así como por partidarios nacionalistas de Simon Petliura.

## Finlandia
En Finlandia la persecución desatada por los blancos comenzó en marzo, reforzada por los destacamentos militares del imperio alemán en abril de 1918. La violencia política se convirtió en parte de esta guerra. Alrededor de 12.500 prisioneros de guerra rojos murieron de desnutrición y enfermedades en los campamentos. Unas 39.000 personas, de las cuales 36.000 eran finlandesas, perecieron en el conflicto.

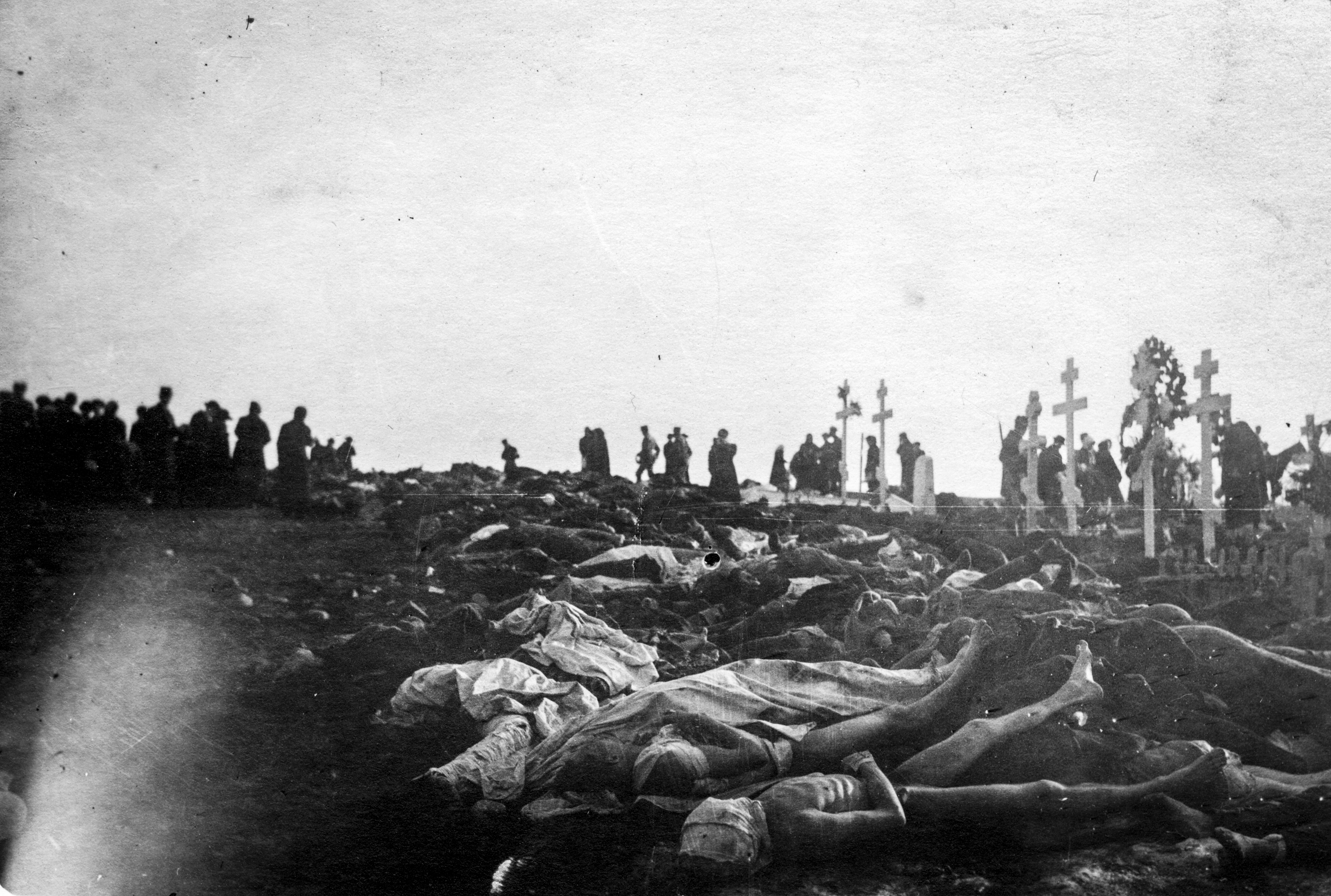
Comunistas asesinados en Tampere.

El Ejército Blanco y las tropas alemanas capturaron alrededor de 80.000 prisioneros rojos, incluidas 5.000 mujeres, 1.500 niños y 8.000 rusos. Los campos de concentración más grandes fueron Suomenlinna (una isla frente a Helsinki), Hämeenlinna, Lahti, Riihimäki, Tammisaari , Tampere y Vyborg. En total 68.000 rojos fueron condenados, el encarcelamiento masivo condujo a altas tasas de mortalidad en los campos de prisioneros de guerra. En consecuencia, en junio de 1918, 2900 prisioneros murieron de hambre o murieron a causa de enfermedades causadas por la desnutrición o la gripe española : 5.000 en julio; 2.200 en agosto; y 1,000 en septiembre. La tasa de mortalidad fue más alta en el campamento de Tammisaari.en 34 por ciento, mientras que la tasa varió entre 5 por ciento y 20 por ciento en los demás. En total, alrededor de 12.500 finlandeses perecieron (3.000–4.000 debido a la gripe española) mientras estaban detenidos. Los muertos fueron enterrados en fosas comunes cerca de los campos; en pocos meses  alrededor de 10.000 Rojos perecieron por el Terror Blanco, que se convirtió en una limpieza política.